# Rudolf Paal
Rudolf Paal (* 1. Dezemberjul. / 13. Dezember 1897greg. in Jäneda, Gouvernement Estland; † 24. Oktober 1934) war ein estnischer Fußball- und Bandyspieler. Im Jahr 1920 spielte Paal mit der Estnische Fußballnationalmannschaft im Ur-Länderspiel der Republik Estland gegen eine Auswahl aus Finnland. Mit ihm an seiner Seite spielte sein zwei Jahre älterer Bruder Heinrich Paal, der als bester Estnischen Fußballspieler vor dem Zweiten Weltkrieg gilt.

## Karriere
Rudolf Paal wurde im Jahr 1897 als Sohn von Michael Paal und seiner Frau Leena in Jäneda geboren. Er hatte einen Bruder und zwei Schwestern. Rudolf begann ab 1920 in Tallinn mit dem Bandyspielen. Im 1920 und 1921 wurde er mit seiner Mannschaft Estnischer Meister. Ab 1921 spielte Rudolf Paal zudem für zwei Jahre als Torhüter beim SK Tallinna Sport. Hier konnte er ebenfalls zwei Meistertitel feiern. Für die Estnische Nationalmannschaft kam Paal im Jahr 1920 zu einem Länderspieleinsatz gegen Finnland. Es war für Estland das Ur-Länderspiel noch vor der Gründung des Fußballverbandes ein Jahr später.
Rudolf Paal starb aus unbekannten Gründen im Alter von 36 Jahren. Er wurde auf dem Friedhof Rahumäe in Tallinn beerdigt.

## Erfolge
im Fußball: 
mit dem SK Tallinna Sport 
- Estnischer Meister: 1921, 1922

im Bandy:
- Estnischer Meister: 1920, 1921